# Lampetis rudicollis
Lampetis rudicollis es una especie de escarabajo del género Lampetis, familia Buprestidae. Fue descrita científicamente por Gory en 1840.